# Glenognatha lacteovittata
Glenognatha lacteovittata là một loài nhện trong họ Tetragnathidae.
Loài này thuộc chi Glenognatha. Glenognatha lacteovittata được Cândido Firmino de Mello-Leitão miêu tả năm 1944.